# Багатківська сільська рада
Бага́тківська сільська́ ра́да — До вересня 2015 року адміністративно-територіальна одиниця та орган місцевого самоврядування в Теребовлянському районі Тернопільської області. Адміністративний центр — село Багатківці.

## Загальні відомості
- Багатківська сільська рада утворена в 1939 році.
- Територія ради: 3,241 км²
- Населення ради: 682 особи (станом на 2001 рік)
- Територією ради протікає річка Стрипа.

## Населені пункти
Сільській раді були підпорядковані населені пункти:
- с. Багатківці

## Склад ради
Рада складалася з 14 депутатів та голови.
- Голова ради: Рудик Галина Євгенівна
- Секретар ради: Касперська Марія Михайлівна

### Керівний склад попередніх скликань
| Прізвище, ім'я, по батькові | Основні відомості                                                 | Дата обрання | Дата звільнення |
| --------------------------- | ----------------------------------------------------------------- | ------------ | --------------- |
| Рудик Галина Євгенівна      | Сільський голова, 1960 року народження, освіта вища, позапартійна | 26.03.2006   | 31.10.2010      |
| Рудик Галина Євгенівна      | Сільський голова, 1960 року народження, освіта вища, позапартійна | 31.10.2010   |                 |

Примітка: таблиця складена за даними сайту Верховної Ради України

### Депутати
За результатами місцевих виборів 2010 року депутатами ради стали:

#### За суб'єктами висування
| Суб'єкт висування | Кількість обраних депутатів | %   |
| ----------------- | --------------------------- | --- |
| Самовисування     | 14                          | 100 |

#### За округами
| № округу | Прізвище, ім'я, по батькові | Дата визнання обраним | Освіта             | Партійна приналежність             | Відомості про обраного депутата                               |
| -------- | --------------------------- | --------------------- | ------------------ | ---------------------------------- | ------------------------------------------------------------- |
| 1        | Петрик Ольга Зеновіївна     | 01.11.2010            | середня спеціальна | позапартійна                       | тимчасово не працює                                           |
| 2        | Чопик Любомир Євгенович     | 01.11.2010            | середня спеціальна | позапартійний                      | Агрофірма «Дружба», механізатор                               |
| 3        | Онопрійчук Надія Василівна  | 01.11.2010            | середня            | позапартійна                       | тимчасово не працює                                           |
| 4        | Курило Тетяна Михайлівна    | 01.11.2010            | вища               | позапартійна                       | Багатківська загальноосвітня школа І-ІІІ ст., вчитель         |
| 5        | Велика Ірина Петрівна       | 01.11.2010            | вища               | позапартійна                       | Багатківське ВЗ, начальник ВЗ                                 |
| 6        | Слободян Надія Василівна    | 01.11.2010            | середня спеціальна | позапартійна                       | тимчасово не працює                                           |
| 7        | Касперська Марія Михайлівна | 01.11.2010            | середня спеціальна | позапартійна                       | Багатківський дитячий сад, секретар                           |
| 8        | Петрик Василь Іванович      | 01.11.2010            | середня спеціальна | позапартійний                      | тимчасово не працює                                           |
| 9        | Сіра Ольга Миронівна        | 01.11.2010            | середня спеціальна | член Соціалістичної партії України | Багатківська с/р, бухгалтер                                   |
| 10       | Богуш Марія Йосипівна       | 01.11.2010            | вища               | позапартійна                       | Багатківський дитячий сад, завідувачка                        |
| 11       | Жукало Надія Іванівна       | 01.11.2010            | середня спеціальна | позапартійна                       | Багатківський дитячий сад, повар                              |
| 12       | Лупак Богдан Зеновійович    | 01.11.2010            | середня            | позапартійний                      | Козівське лісництво, лісник                                   |
| 13       | Пронишин Оксана Іванівна    | 01.11.2010            | середня спеціальна | позапартійна                       | Багатківський фельдшерсько-акушерський пункт, завідувачка ФАП |
| 14       | Гапало Євген Богданович     | 01.11.2010            | незакінчена вища   | позапартійний                      | тимчасово не працює                                           |